# Deuses Harmoniosos

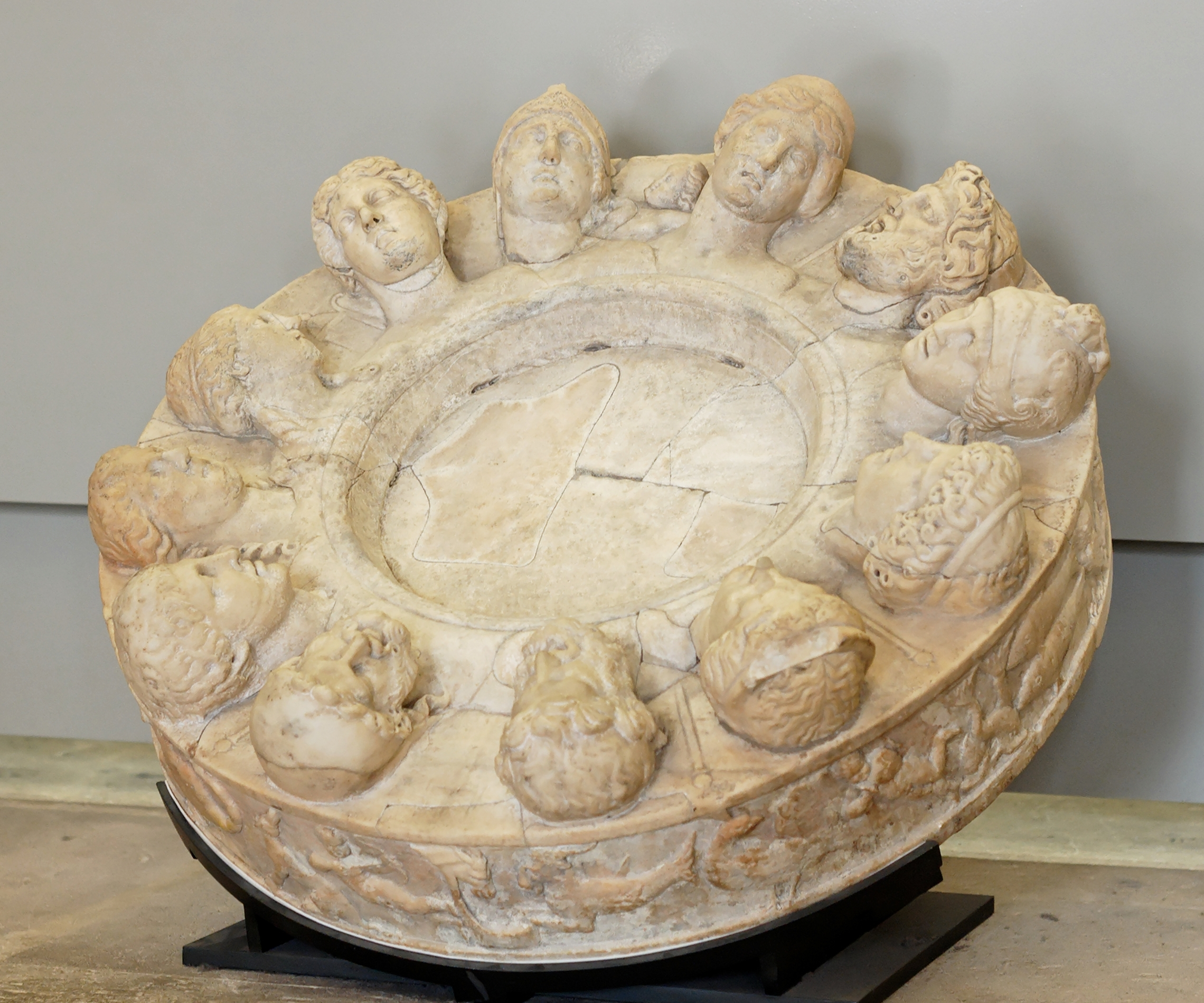
Altar aos Dii Consentes, onde estão representados todas as doze maiores deidades romanas

Deuses Harmoniosos (em latim: Dii Consentes; também: Dei Consentes, Di Consentes e, uma vez, Dii Complices) é uma expressão de origem latina atribuída aos doze principais deuses e deusas romanos. Suas estátuas douradas estavam no Fórum Romano, e depois, ao que parece, no Pórtico dos Deuses Harmoniosos.
O poeta Ênio enumerou-os numa paráfrase de um poeta grego desconhecido no fim do século III a.C.:
Juno, Vesta, Minerva, Ceres, Diana, Vênus,
Marte, Mercúrio, Júpiter, Netuno, Vulcano, Apolo
São organizados em pares por Tito Lívio: Júpiter-Juno, Netuno-Minerva, Marte-Vênus, Apolo-Diana, Vulcano-Vesta e Mercúrio-Ceres, e três deles formam a Tríade Capitolina, que são Júpiter, Juno e Minerva.